# Carlshamns Flaggpunsch

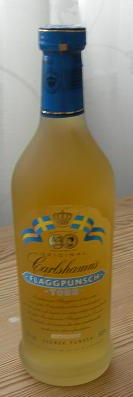
Carlshamns Flaggpunsch.

Carlshamns Flaggpunsch är en söt punschdryck med en alkoholhalt på 26 procent. Carlshamns Flaggpunsch tillverkas idag i Finland.

## Historia
Carlshamnspunschen började tillverkas på 1850-talet i C G Bergs fabrik i staden Karlshamn. Efter att LO Smith, även kallad brännvinskungen, köpt upp tillverkningen lät denne även ändra namnet som en del i en marknadsföringsplan till Carlshamns Flaggpunsch och de två svenska örlogsflaggorna som ligger till grund för namnet finns än idag kvar på flaskorna.
Carlshamns Flaggpunsch produceras idag av Pernod Ricard.

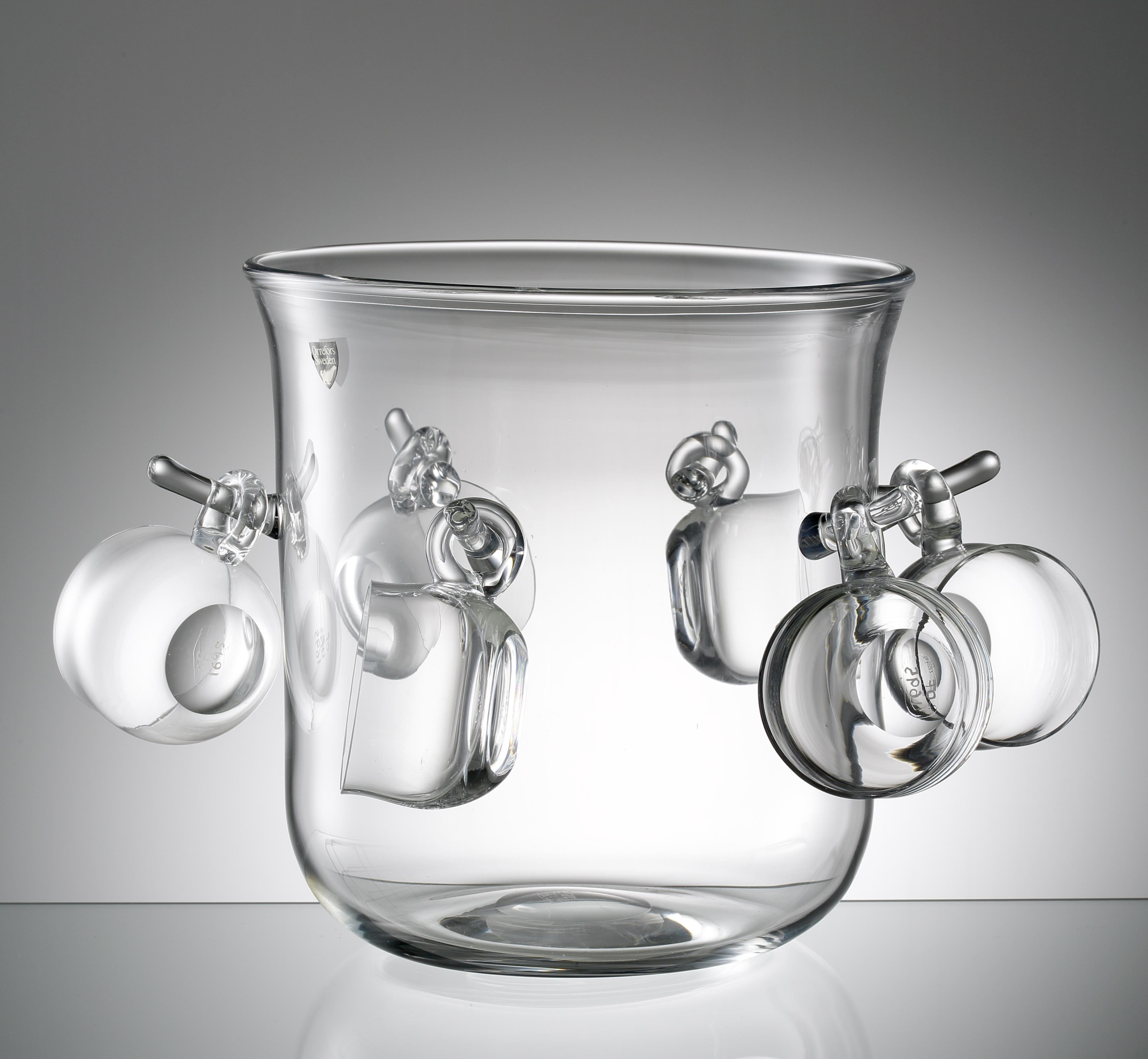
Punschkylare Carlshamns punsch formgiven av Jan Johansson på 1970-talet för Sandviks glasbruk